# Udea rubigalis
Udea rubigalis is een vlinder uit de familie van de grasmotten (Crambidae), uit de onderfamilie van de Spilomelinae. De wetenschappelijke naam van deze soort is voor het eerst voorgesteld als Scopula rubigalis door Achille Guenée in een publicatie uit 1854.
De soort komt voor in Canada, de Verenigde Staten, Cuba en Puerto Rico. 
Op 21 mei 1978 zijn vier exemplaren van deze soort in Fontainebleau gevonden. Een vijfde exemplaar bevond zich in een museum. Waarschijnlijk is deze soort geïntroduceerd door import van plantaardig materiaal.